# 努万泰勒 (瓦兹河谷省)
努万泰勒（法語：Nointel，法語發音：[nwɛ̃tɛl] ⓘ）是法国法兰西岛大区瓦兹河谷省的一个市镇，属于蓬图瓦兹区。

## 地理
努万泰勒（49°7'40"N, 2°17'27"E）面积3.2 平方千米，位于法国法蘭西島大區瓦兹河谷省，该省份为法国北部内陆省份，北起瓦兹省，西接厄尔省，南至塞纳-圣但尼省、上塞纳省和伊夫林省，东临塞纳-马恩省。
与努万泰勒接壤的市镇（或旧市镇、城区）包括：瓦兹河畔博蒙、普雷勒、穆尔。

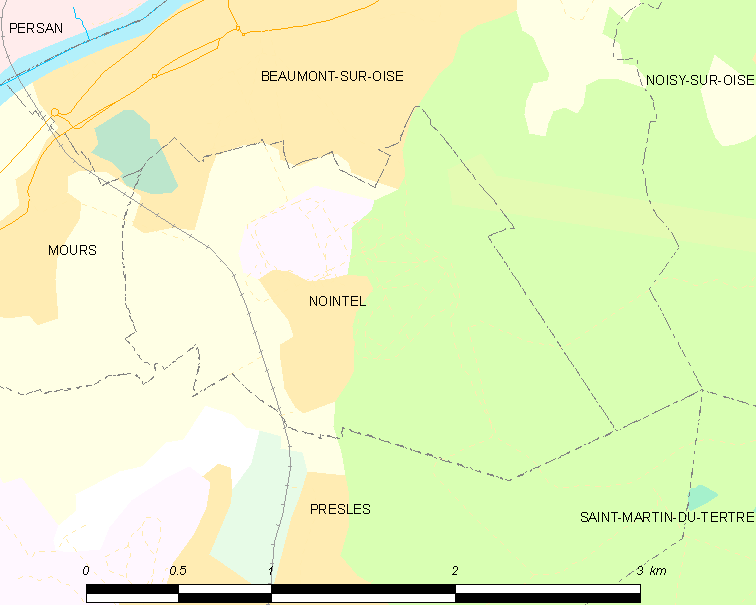
的OSM定位图

努万泰勒的时区为UTC+01:00、UTC+02:00（夏令时）。

## 行政
努万泰勒的邮政编码为95590，INSEE市镇编码为95452。

## 政治
努万泰勒所属的省级选区为利勒亚当县。

## 人口

1962-2008年间人口变化图示

努万泰勒于2022年1月1日时的人口数量为887人。